# 中屋文孝
中屋 文孝（なかや ふみたか、1965年12月8日 - ）は、日本の政治家。自由民主党所属の元東京都議会議員（4期）。自由民主党文京区総支部長。自由民主党東京都連第18代青年部長、東京都議会自民党元総務会長などを歴任した。

## 経歴
1965年12月8日生まれ。1984年、国士舘大学体育学部体育学科に入学。大学在学中の1987年、文京区を含む旧東京8区選出の衆議院議員である深谷隆司事務所に入所し秘書を務める。1988年、国士舘大学体育学部体育学科卒業。深谷隆司公設秘書や、深谷隆司通商産業大臣政務秘書官を経て2001年に東京都議会議員選挙に立候補し、文京区選挙区で31887票を得て3人中1位(定数2)で初当選。2005年に東京都議会議員選挙で4人中3位(定数2)で落選するも、2009年以降連続3期当選。
2021年7月4日投開票の東京都議会議員選挙では、25097票を得るも3人中3位(定数2)となり落選した。
2025年6月22日投開票の東京都議会議員選挙では、20110票を得るも3人中3位(定数2)となり再び落選した。